# Saint-Étienne-de-Carlat
Saint-Étienne-de-Carlat è un comune francese di 130 abitanti situato nel dipartimento del Cantal nella regione dell'Alvernia-Rodano-Alpi.

## Società

### Evoluzione demografica
Abitanti censiti